# Robert Szuchta
Robert Szuchta (ur. 1962) – polski historyk, nauczyciel i publicysta. Współautor programów i podręczników do nauczania historii. Współtwórca i koordynator programów edukacyjnych poświęconych Zagładzie. 

## Życiorys
Wraz z Piotrem Trojańskim był współautorem pierwszego w Polsce programu nauczania o historii, kulturze i zagładzie Żydów oraz książki pomocniczej do nauczania historii pt. Holokaust – zrozumieć dlaczego (2003). W 2006 został pierwszym polskim laureatem Nagrody imienia Ireny Sendlerowej „Za naprawianie świata”. W 2024 został, wraz z Agnieszką Cahn, laureatem Nagrody im. ks. Stanisława Musiała. Jest członkiem Rady Programowej Stowarzyszenia „Otwarta Rzeczpospolita”.

## Wybrane odznaczenia
- Krzyż Kawalerski Orderu Odrodzenia Polski (2008)[9]

## Wybrana bibliografia autorska
- 1000 lat historii Żydów polskich: podróż przez wieki (Muzeum Historii Żydów Polskich Polin, Warszawa, 2015; ISBN:9788393843466)
- Holokaust. (Nie)odrobiona lekcja historii (Wydawnictwo: Universitas (Towarzystwo Autorów i Wydawców Prac Naukowych Universitas) i Muzeum Getta Warszawskiego, 2024; ISBN:978-83-967694-7-3) wspólnie z Piotrem Trojańskim
- Holocaust: program nauczania o historii i zagładzie Żydów na lekcjach przedmiotów humanistycznych w szkołach ponadpodstawowych (Wydawnictwo Szkolne PWN, Warszawa, 2000; ISBN:8371952430) wspólnie z Piotrem Trojańskim
- Holokaust: zrozumieć dlaczego ("Mówią Wieki": "Bellona", Warszawa, 2003; ISBN:8311097755) wspólnie z Piotrem Trojańskim
- Jak uczyć o Holokauście: poradnik metodyczny do nauczania o Holokauście w ramach przedmiotów humanistycznych w zreformowanej szkole ( Ośrodek Rozwoju Edukacji, Warszawa, 2012) wspólnie z Piotrem Trojańskim
- U źródeł współczesności: dzieje nowożytne i najnowsze: historia 3: zeszyt ćwiczeń (Wydawnictwa Szkolne i Pedagogiczne, Warszawa, 2008; ISBN:8302079340) wspólnie z Włodzimierzem Mędrzeckim
- U źródeł współczesności: dzieje nowożytne i najnowsze: historia 3: podręcznik (Wydawnictwa Szkolne i Pedagogiczne, Warszawa, 2008; ISBN:9788302079337) wspólnie z Włodzimierzem Mędrzeckim
- Wybór źródeł do nauczania o zagładzie Żydów na okupowanych ziemiach polskich: ćwiczenia (Stowarzyszenie Centrum Badań nad Zagładą Żydów, Warszawa, 2010; ISBN:9788392683124) wspólnie z Bogusławem Jędruszczakiem i Wiesławą Młynarczyk
- Zrozumieć Holokaust: książka pomocnicza do nauczania o zagładzie Żydów (Państwowe Muzeum Auschwitz-Birkenau; Warszawa: Ośrodek Rozwoju Edukacji, 2012; ISBN:9788362360413) wspólnie z Piotrem Trojańskim